# جيا تشينغ لين
جيا تشينغ لين (بالصينية: 贾庆林) هو عضو اللجنة الدائمة للمكتب السياسى للجنة المركزية للحزب الشيوعى الصينى ورئيس اللجنة الوطنية العاشرة للمؤتمر الاستشارى السياسى للشعب الصينى وسكرتير المجموعة الحزبية القيادية بها. جيا تشينغ لين من قومية الهان ومسقط رأسه بوتو في مقاطعة خبى وولد في مارس 1940. انضم للحزب الشيوعى الصينى في ديسمبر 1959 وبدأ العمل في أكتوبر 1962. تخرج من قسم الطاقة الكهربائية في كلية الهندسة في خبى وتخصص في المحرك الكهربائي وتصميم الأجهزة وتصنيعها. جيا تشينغ لين هو عضو اللجان المركزية من ال14 إلى 17 للحزب. وعضو المكتب السياسى للجنة المركزية ال15 للحزب. وعضو المكتب السياسى وعضو اللجنة الدائمة للمكتب السياسى للجنتين المركزيتين ال16 وال17 للحزب. رئيس اللجنة الوطنية العاشرة للمؤتمر الاستشارى السياسى للشعب الصينى.